# Sant'Erasmo
Sant'Erasmo je otok na sjeveru Venecijanske lagune, koji leži sjevernije od Lida i sjeveroistočno od Venecije. Kroz povijest je bio jako utvrđen te su i danas vidljivi ostatci snažnih zidina Maksimilijanove utvrde, koje su potpuno okruživale otok. U 8. stoljeću bio je luka obližnjeg Murana.
Danas je Sant'Erasmo mjesto gdje se svakog ljeta održava tradicionalna regata. Poznat je po brojnim povrtnjacima te kao veliki ornitološki rezervat ptica močvarica, koje su našle stanište na njegovim pješčanim obalama.

## Povijest
Za vrijeme Rata za Chioggiu otok je bio na kratko vrijeme zauzet od strane Genovežana; u istom razdoblju korišten je kao groblje za vrijeme velike epidemije kuge u Veneciji 1348. godine. Poput drugih otoka u laguni bio je naseljen izbjeglicama s kopna. Tijekom vremena različito je zvan: Lido mercede, Lido Bromio, Lido Murano, Lido Torcello. Za vrijeme vladavine dužda Paola Anafesta (697.), otok se zvao Pineta Maggiore, zbog velikih šuma pinija. Te su šume bile vidljive još 1455. godine; tad su se štitile vrlo rigoroznim kaznama.
U 16. stoljeću otok je djelomično napušten nakon velike epidemije i od tada se većinom koristi za poljoprivredu. Od 1820. godine ponovno se naseljava oko luke Sant'Erasmo. U 19. stoljeću već postojeće utvrde ojačane su izgradnjom utvrde Sv. Erasmus i Maksimilijanova tornja. Sadašnja župna crkva sagrađena je 1929. godine na temeljima starije crkve.
Sve do nedavno otok se nalazio u vodama Jadranskog mora, ali je izgradnjom brane sjeverno od Lida i brane Punta Sabbioni sada u potpunosti okružen vodama lagune.
- Smeđi i uski kanali otoka.
- Plantaže artičoka.

## Vanjske poveznice
- Sant'Erasmo na stranici venecijanske Turističke zajednice  Arhivirana inačica izvorne stranice od 9. studenoga 2007. (Wayback Machine) (tal.)
- Satelitske snimke s Googlea